# Margyricarpus digynus
Margyricarpus digynus är en rosväxtart som först beskrevs av Friedrich August Georg Bitter och Carl Skottsberg, och fick sitt nu gällande namn av Carl Skottsberg. Margyricarpus digynus ingår i släktet Margyricarpus och familjen rosväxter. Inga underarter finns listade i Catalogue of Life.